# Arte asiática

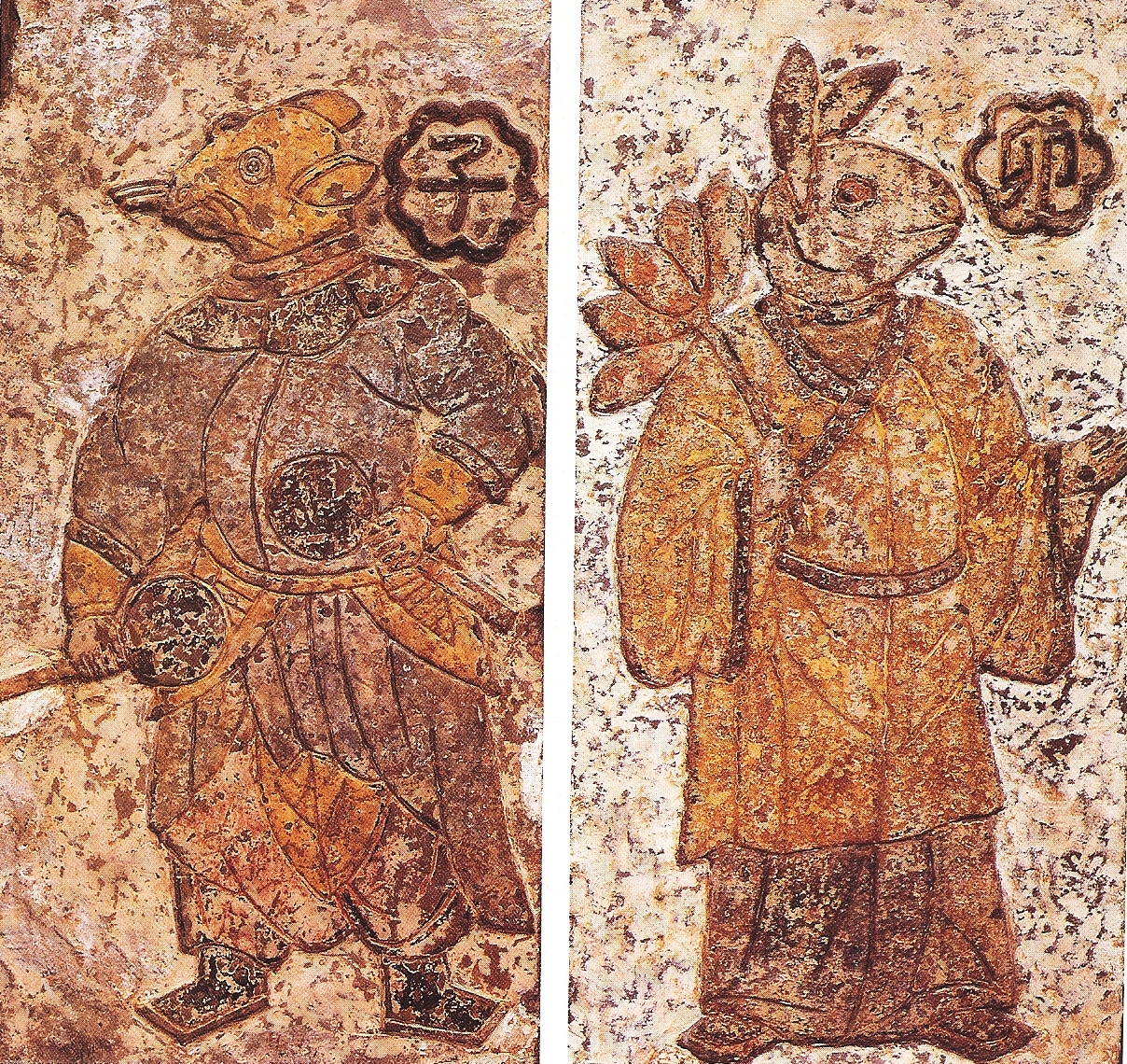
Pintura chinesa em telha de espíritos guardiães, vestidos com roupas da dinastia Han

Arte asiática refere-se à arte produzida pelas culturas e civilizações do continente asiático.

## Tipos de arte na Ásia

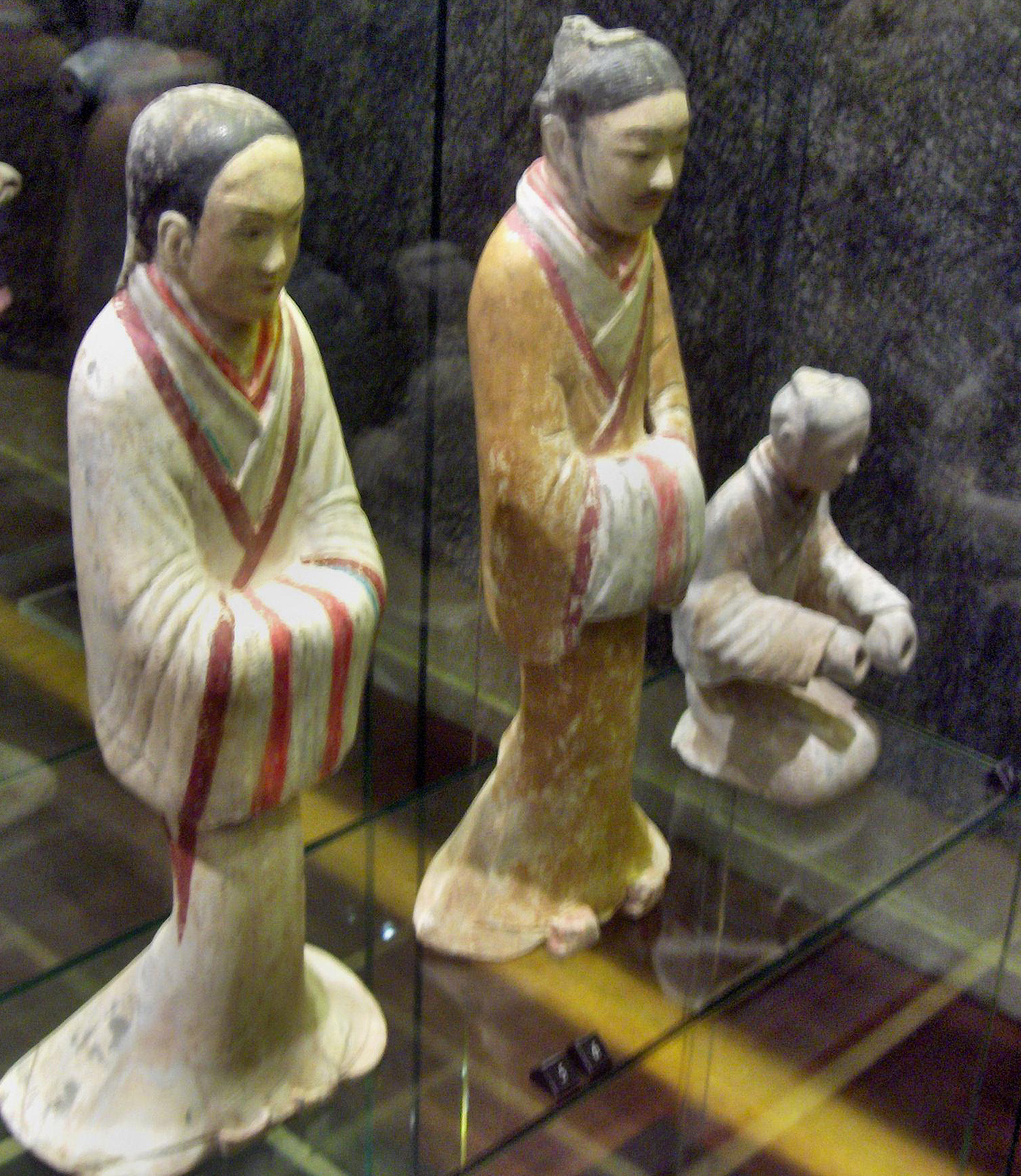
Figuras chinesas em cerâmica da dinastia Han de uma serva e um conselheiro

- Arte afegã
- Arte do Azerbaijão
- Arte do Bali
- Arte do Butão
- Arte budista
- Arte birmanesa
- Arte chinesa
- Arte oriental
- Arte indiana
- Arte indonésia
- Arte iraniana
- Arte israelense
- Arte islâmica
- Arte judaica
- Arte japonesa
- Arte coreana
- Arte do Laos
- Artes das Filipinas
- Arte tailandesa
- Arte contemporânea tailandesa
- Arte tibetana
- Arte Turca
- Arte vietnamita
- Artes Visuais do Camboja

## Galeria

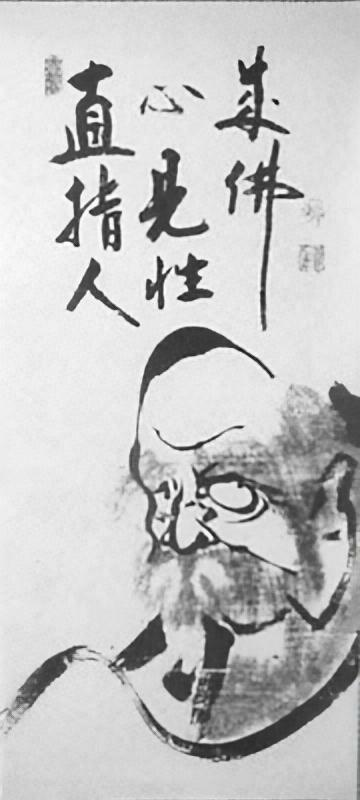
Arte japonesa. Pintura de Hakuin Ekaku (1686-1769). Lê-seː "O zen aponta diretamente para o coração humano, veja dentro de sua própria natureza e torne-se o Buda".
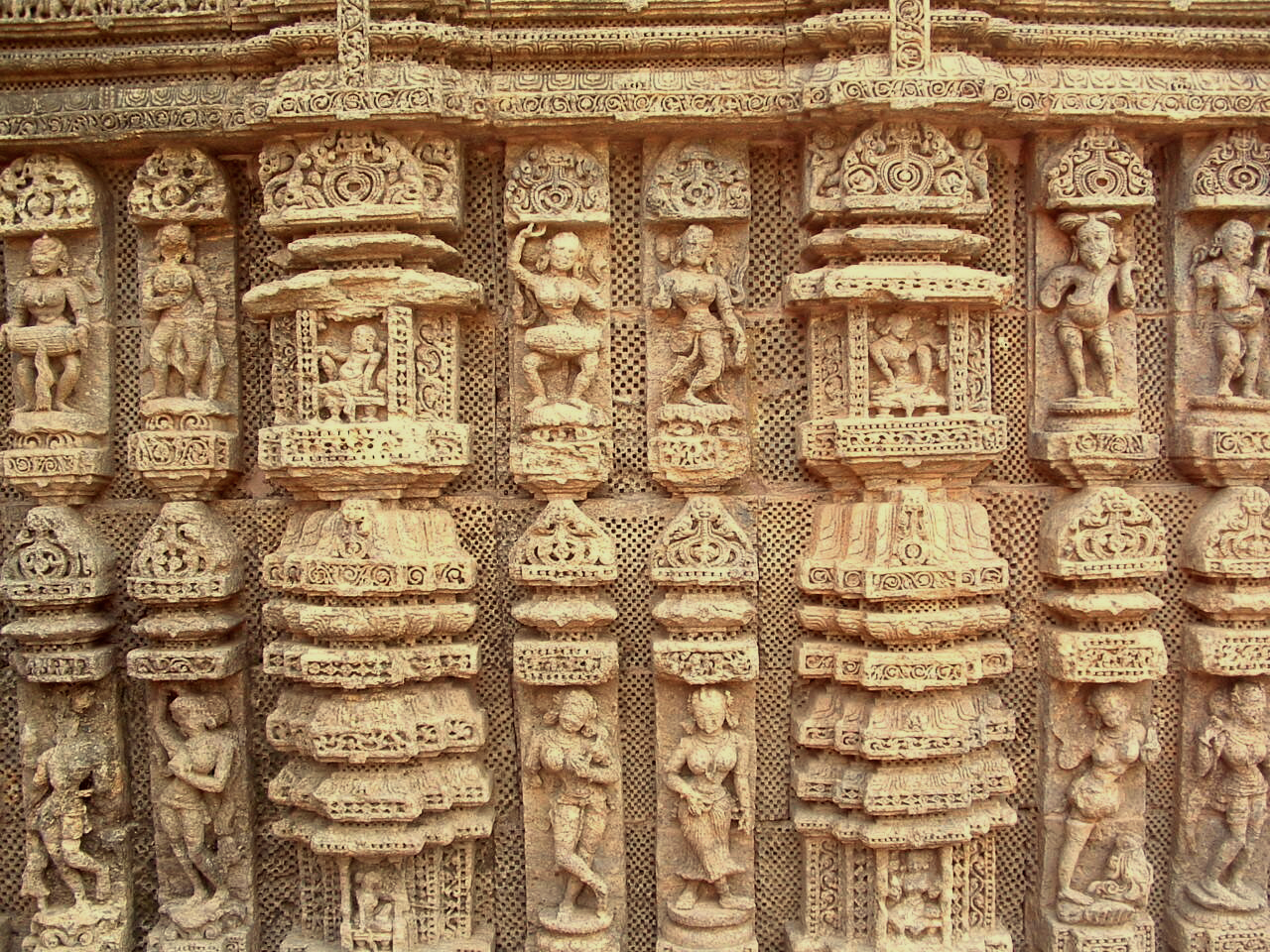
Arte indiana. O Templo do Sol em Konarak.
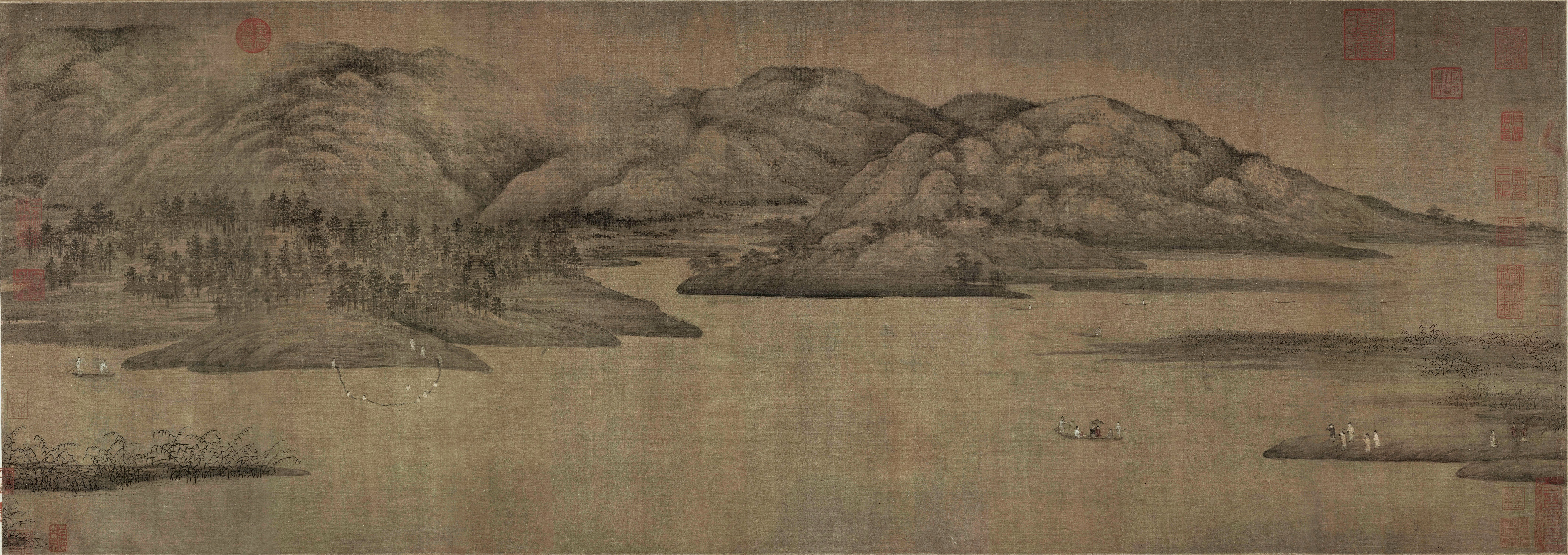
Arte chinesa. Pintura Rios Xiao e Xiang por Dong Yuan (c. 934–962).
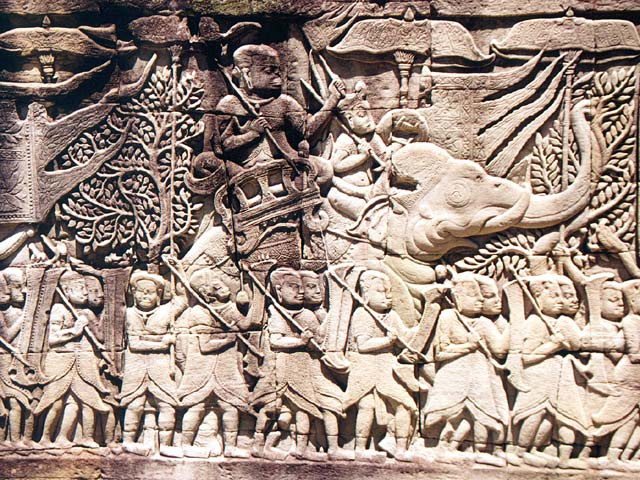
Arte Cambodjana. Baixo-relevo em pedra em Bayon retratando o exército Khmer em guerra com Champa, esculpido cerca de 1200 d.C.
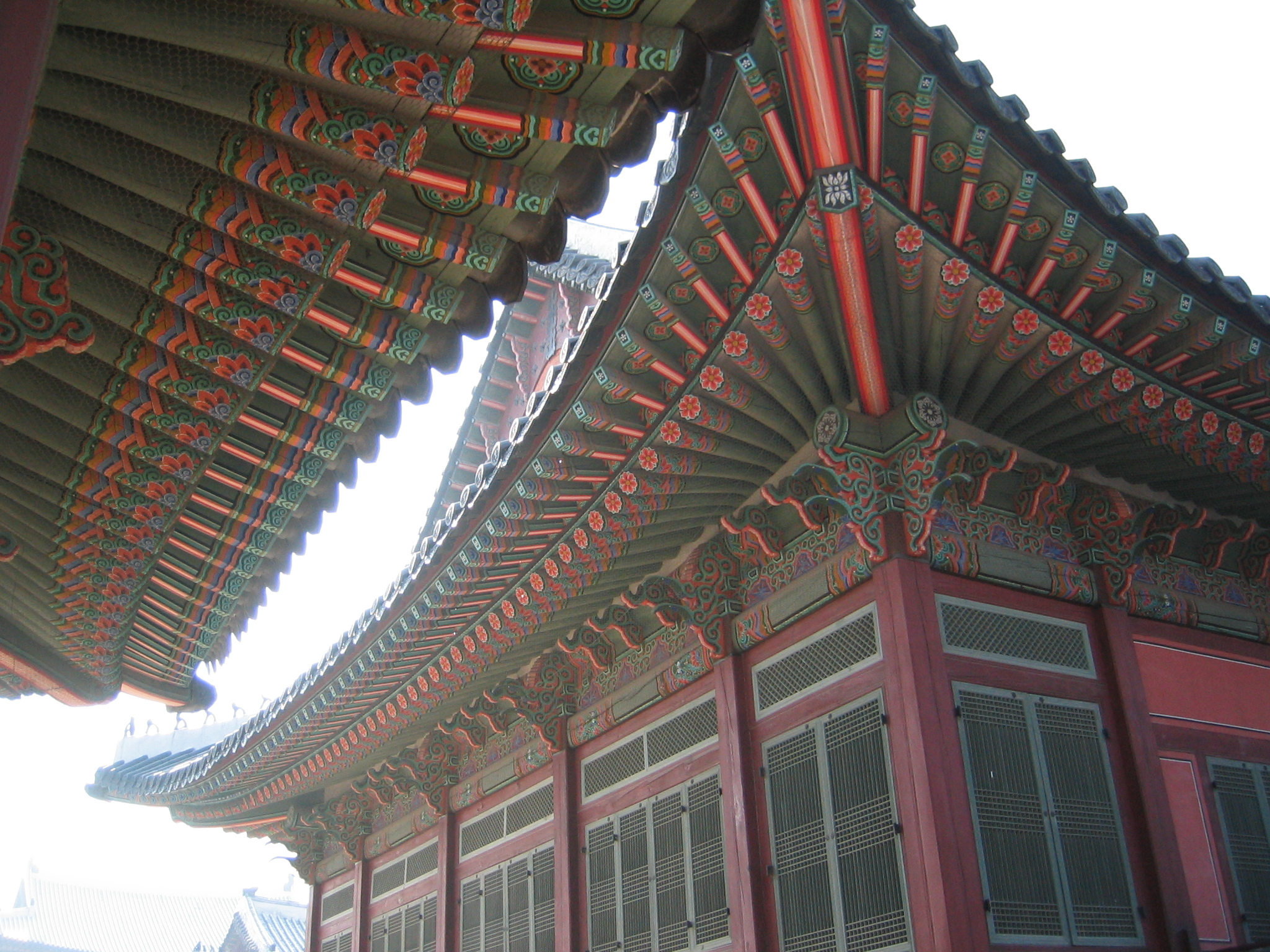
Arte coreana, arquitetura da dinastia Joseon.
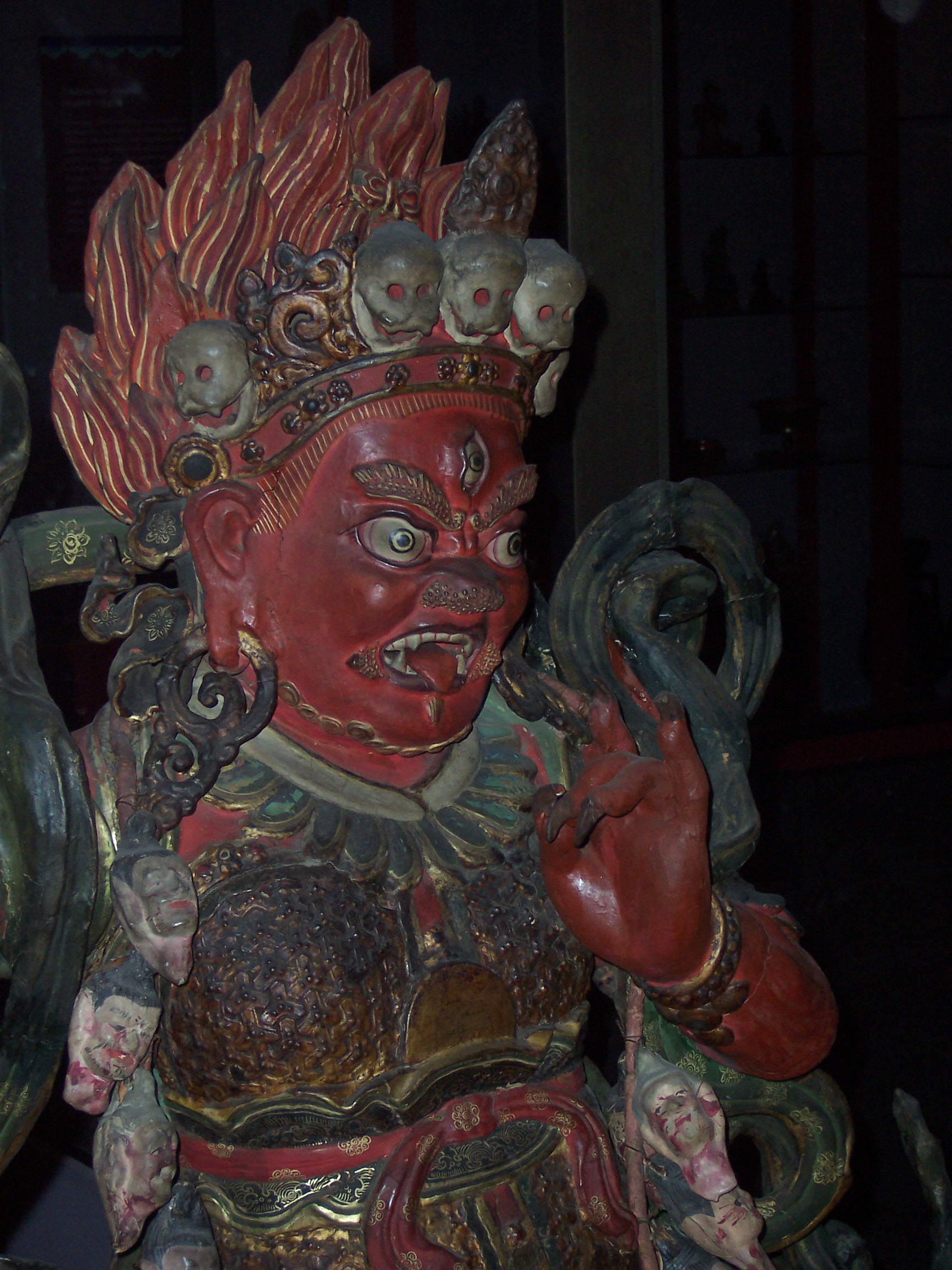
Arte tibetana. Estátua representando Enma, no Museu Field de História Natural, em Chicago.
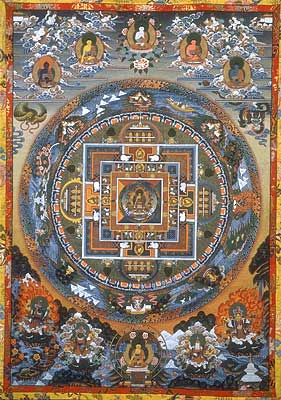
Arte tibetana. Mandala
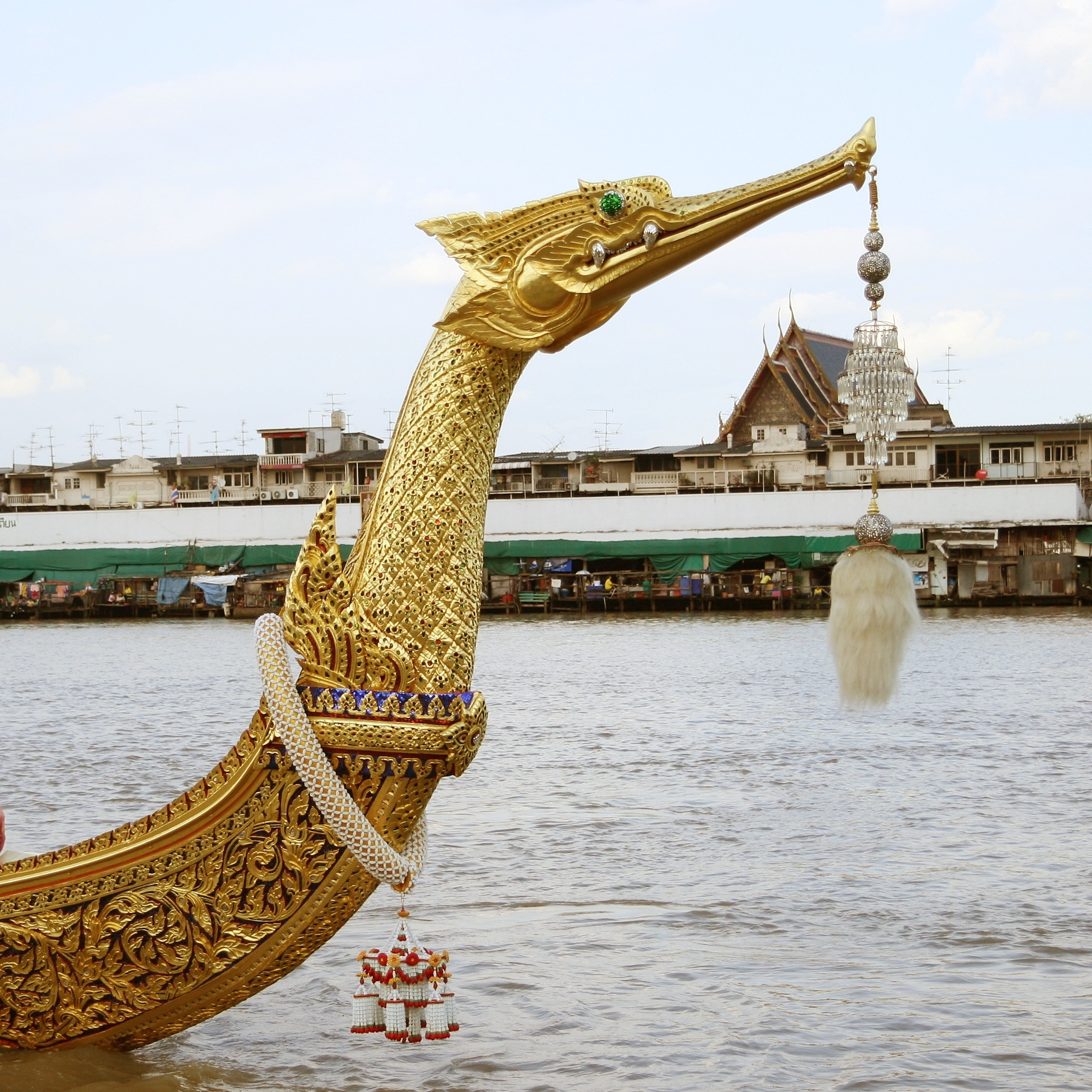
Arte tailandesa. Barcaça Real Suphannahongse da Tailândia.